# Afelia

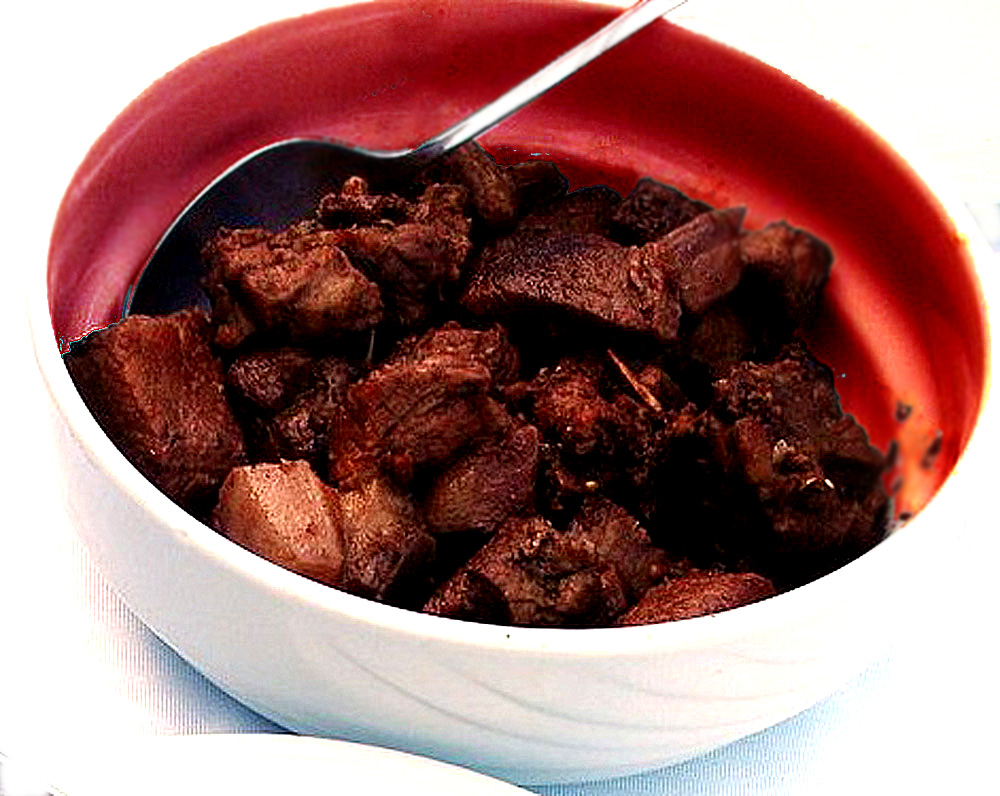
Prato com Afelia

Afelia (em grego: αφέλια) é um prato feito com porco, proveniente do Chipre. É popular tanto no seu país de origem quanto na Grécia. É tradicionalmente preparado em uma forma de barro chamada tava.  Geralmente é servido com arroz, salada, iogurte, batatas e triguilho. Durante o domínio britânico no Chipre, existiu uma variante desse prato com uma troca de alguns ingredientes da receita original.

## Composição

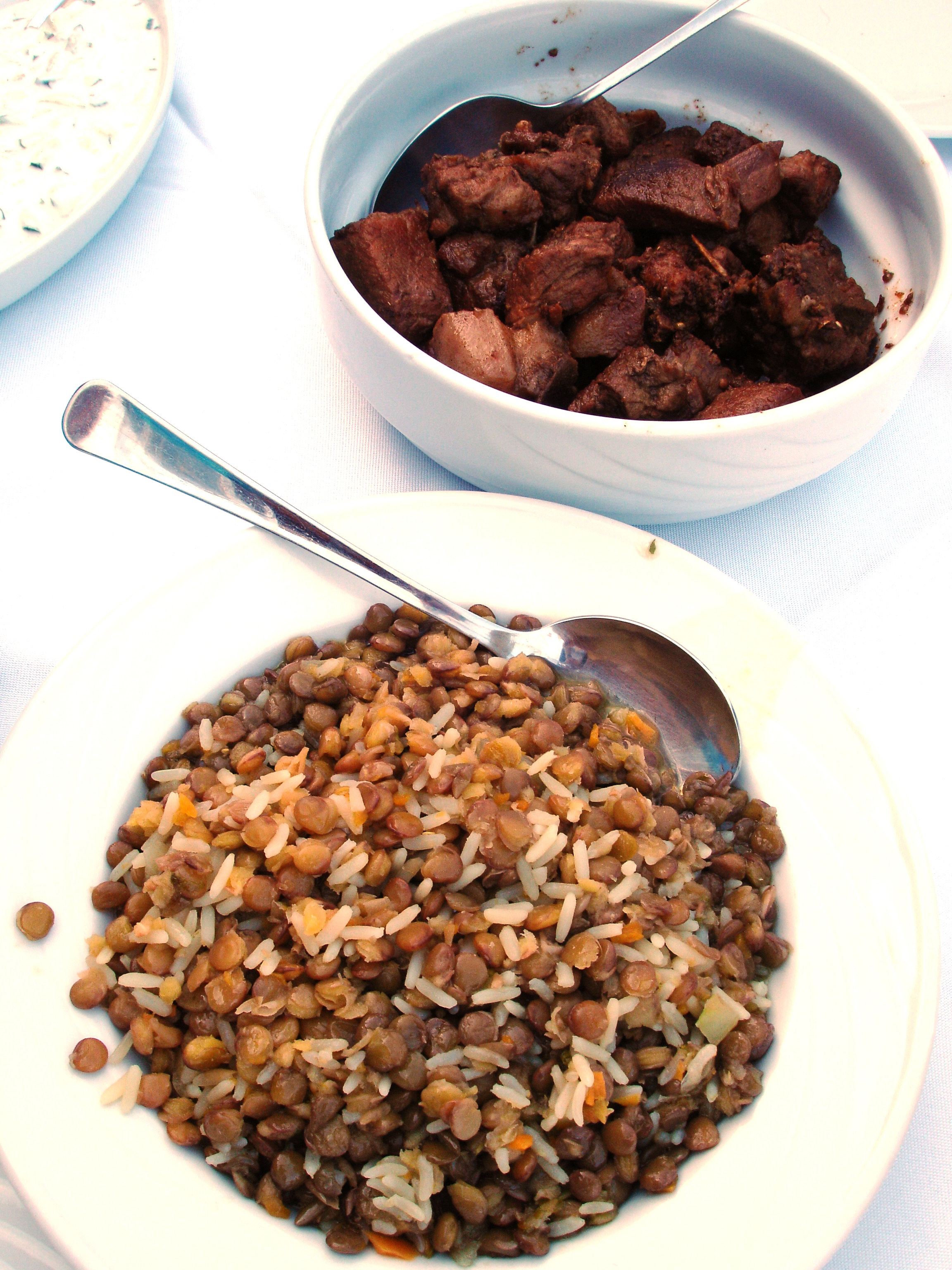
Moutzendra e Afelia

Afelia consiste basicamente em carne de porco marinada em vinho tinto com sementes de coentro esmagadas. A iguaria também pode conter coentro, cebolas e folhas de louro  e, opcionalmente, azeite de oliva (substituído por manteiga na versão inglesa), sal e pimenta. Acompanhamentos opcionais para o prato incluem arroz, salada, iogurte, batatas e triguilho.